# أمادور أغيار
أمادور أغيار (بالبرتغالية: Amador Aguiar‏) هو مسير أعمال برازيلي، ولد في 11 فبراير 1904 في ريبيراو بريتو في البرازيل، وتوفي في 24 يناير 1991 في ساو باولو في البرازيل.